# Studio Pigalle
Le Studio Pigalle est un studio d'enregistrement professionnel parisien créé dans les années 1950. 
Il est composé d'un studio principal de 85 m² (studio A), et d'un studio annexe (studio B).

## Historique
Ce studio est créé dans les années 1950 au sein d'un hôtel particulier du 9e arrondissement de Paris, proche de la rue de Douai, dans un quartier connu pour ses magasins de musique.
Depuis, ce studio a été utilisé, notamment, par Léo Ferré, Charlie Winston, Woodkid, Michel Delpech, Moriarty (groupe), Wax Tailor, Gaëtan Roussel, The Dø, CocoRosie, Mademoiselle K, The Shoes, Postaal, Babx, Camélia Jordana, Raphael (chanteur français), Charles Pasi, Pauline Croze, Adam Naas, l’Orchestre de Paris, Bernard Lavilliers, etc.

## Caractéristiques
Le studio A est le plus grand, avec un plateau de 85 m² avec 5 mètres de hauteur sous plafond, ce qui le rend adapté à la prise de son d'ensembles et la répétition de groupe. La cabine (studio B) est équipé d'une console Neve Melbourne.
Il est situé au 18, rue Jean-Baptiste-Pigalle, dans le 9e arrondissement, entre la place Pigalle et l'église de la Sainte-Trinité.

## Équipement
(mars 2017).
Microphones
Dynamiques :
2 x Sennheiser 441
2 x Sennheiser Md 421n
1 x ElectroVoice RE 20
1 x Beyerdynamic M 88n
1 x Beyerdynamic M 66
1 x Beyerdynamic Sound Star
1 x AKG D 12
2 x Shure Sm 57
Statiques à Transistor :
2 x Neumann U 87 (Originaux)
1 x Neumann Km 85
1 x Akg C 414
1 x Microtech Geffell Mv 220
2 x Akg 451 F
Statiques à Lampe :
4 x Schoeps 221F
1 x Wunderaudio CM7 lampe EF14
Ruban :
1 x RCA 77DX
1 x RCA 44BX
1 x Melodium 42B
2 x Royer 122 appairés
2 x Coles 4038 appairés
Périphériques
Préamplis :
Console Neve Melbourne - 14 Voies 3101 Full Eq
APi 3124
1 x Altec 438A
2 x Ampex 601
4 x Di red
2 x Di Alctron
8 x Digi Pre Digidesign
Processeurs de Dynamique :
1 x Gates STA Level
1 x LA2A Teletronix
1 x Altec 438A
1 x Urei 1176
1 x Urei 1178 (Stéréo)
1 x Prism Audio LMA-2
Informatique
Protools 9 HD 3, avec Plug’ins Waves, Sound Toys, Mac DsP, Sony Oxford, Massenburg…
2 x Aurora Lynx 16 i/o
1 x Antelope Isochrone OCX
1 x Digipré
1 x Sync
1 x Midi I/O
Ecoute
Genelec 1030
Sine PA460
2 x Focal SM9
2 x Qsc RMX 850
6 x Beyerdynamic DT770
7 x Beyerdynamic DT100
Backline
Instruments : 
Piano Steinway 1/2 Queue
Piano droit Yamaha U 1
Dulcitone
Fender Rhodes
Gretsch Catalina
Amplis : 
Pignose B100V
Laney KC100
Fender Twin Reverb